# 杉原一雄
杉原 一雄（すぎはら かずお、1909年（明治42年）8月26日 - 1985年（昭和60年）3月3日）は、昭和期の労働運動家、教育者、政治家。参議院議員（1期）。

## 経歴
富山県で生まれる。1929年（昭和4年）富山師範学校を卒業した。
富山県下の小学校、中学校で教員を務めた。その後、富山県教職員組合執行委員長、同県労働組合協議会議長、富山県労働金庫（現北陸労働金庫）理事長、同県労働者福祉事業協会理事長などを務めた。
1949年（昭和24年）1月の第24回衆議院議員総選挙に富山県第2区から日本社会党公認で出馬して落選。1959年（昭和34年）6月の第5回参議院議員通常選挙に富山県地方区から出馬して落選。以後、第6回、第7回通常選挙に出馬したがいずれも落選。1968年（昭和43年）7月の第8回通常選挙に出馬して当選し、参議院議員を1期務めた。この間、社会党富山県本部執行委員長などを務めた。その後、第10回、第11回通常選挙に立候補したがいずれも落選した。
1979年（昭和54年）秋の叙勲で勲三等旭日中綬章受章。
1985年、社会党富山県本部顧問となった。同年3月3日死去、75歳。死没日をもって正五位に叙される。

## 著作
- 『日本海を平和な海に：国会と郷土を結んだ杉原一雄国会報告記』現代政治経済研究会、1974年。